# 泰山隙蛛
泰山隙蛛（学名：Coelotes taishanensis）为暗蛛科隙蛛属的动物。在中国大陆，分布于山东等地。该物种的模式产地在山东泰山。